# Storkeegen

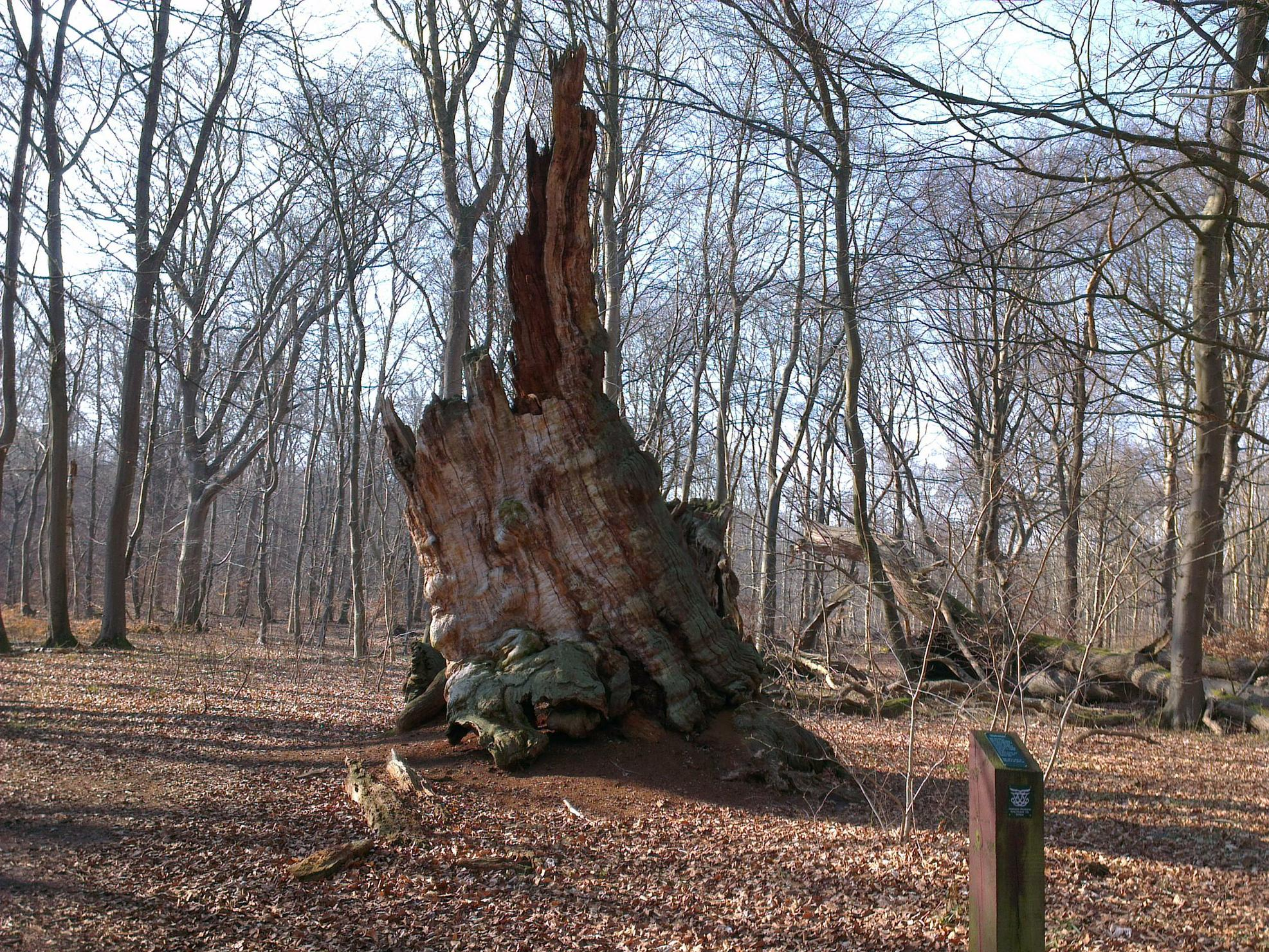
Os restos de Storkeegen.

Storkeegen era um carvalho pedunculado localizado em Jægerspris Nordskov, perto da cidade de Jægerspris, na Dinamarca. Os restos de Storkegen estão localizados na mesma floresta que Kongeegen e Snoegen.
Tudo o que resta do carvalho antigo é um pedaço do tronco. Em 1974, o tronco quebrou logo acima do galho mais baixo, a uma altura de quatro metros. Como o galho mais baixo sobreviveu, a árvore conseguiu sobreviver até 1981, quando foi finalmente morta por um furacão. Estima-se que a árvore tenha 800 anos.
Storkegen é nomeado após o ninho de uma cegonha branca que construiu seu ninho na árvore em algum momento do século XIX. Em 1843, o pintor Peter Christian Thamsen Skovgaard pintou Storkeegen e nomeou esta pintura Eg med Storkerede i Nordskoven ved Jægerspris (Carvalho com Storkerede na floresta do norte em Jægerspris). Este trabalho tornou-se parte da coleção real dinamarquesa.